# 和平 (前涼)
和平（わへい）は、五胡十六国時代、前涼の君主張祚の治世で使用された元号である。354年 - 355年9月。
前涼では晋朝の元号を使用しているが、唯一独自の元号を使用した例である。

## 出来事
- 2年閏九月：沖公張玄靚が即位し、元号を建興43年に戻す。

## 西暦・干支との対照表
| 和平 | 元年  | 2年   |
| 西暦 | 354年 | 355年 |
| 干支 | 甲寅  | 乙卯  |